# Stein (Pegnitz)
Stein (oberfränkisch: Schdah oder Schdoa) ist ein Gemeindeteil der Stadt Pegnitz im Landkreis Bayreuth (Oberfranken, Bayern). Stein liegt in der Gemarkung Hainbronn.

## Lage
Das Dorf liegt am Nordrand des Veldensteiner Forstes. Eine Gemeindeverbindungsstraße führt nach Horlach (0,8 km westlich) bzw. an der Weidelwangermühle vorbei nach Weidlwang zur Staatsstraße 2162 (1,5 km östlich).

## Geschichte
Der Ort wurde 1062 als „petra vestra“ (latein. für eure Fels(enburg)) erstmals schriftlich erwähnt. Von der besagten Burg ist heute nichts mehr erhalten geblieben.
Mit dem Gemeindeedikt (frühes 19. Jahrhundert) wurde Stein dem Steuerdistrikt Hainbronn und der Ruralgemeinde Hainbronn zugewiesen. Am 1. Mai 1978 wurde Stein im Zuge der Gebietsreform in Bayern nach Pegnitz eingegliedert.